# 郭乐

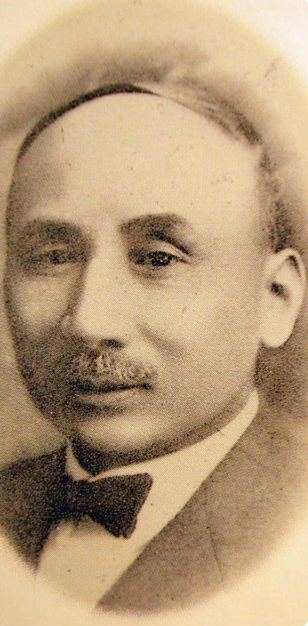
郭樂

郭乐（1874年—1956年），原名官乐，字鸾辉，广东香山县人（今中山市南区竹秀園），郭沛勋家族成员，中国近代著名华侨实业家。和弟郭泉、郭顺、郭葵及堂兄郭标等人创办香港永安百货公司、上海永安公司（郭乐任董事长和总监督）、大东旅社、上海永安纺织公司、永安银行等。郭乐早年在经济上支持孙中山先生革命。

## 生平
郭樂在1892年來到澳洲雪梨，在當時華人參與較多的菜園工作兩年後由堂兄郭標介紹到郭標與香山同鄉马应彪、蔡興、馬永燦合辦的蔬果批發行永生果阑（Wing Sang & Co.）工作。後來郭樂與兄弟郭泉、郭順合夥自開門面開設“永安果阑”（Wing Ong & Co.)。1905年，永生、永安與永泰、生泰（郭、馬、蔡所辦的另一家蔬果批發行）合作建立“生安泰”(Sang On Tiy）公司經營香蕉等水果貿易，到1899年時每星期都從昆士蘭北部運送6000把香蕉，並在香蕉出口國斐濟購置園地自建香蕉園，用來穩定四家果阑的進貨渠道。 值得一提的是，永生的四個合夥人中的三個後來都回國發展，分別成爲滬港“四大公司”中的三所大型百貨公司的東主。

1907年，郭樂、郭泉、郭順離開雪梨赴香港，利用永安已有的貿易脈絡開辦了百貨公司永安公司。永安公司模仿雪梨的英地海登百货（Anthony Hordern & Sons）新創的现代百货公司经营模式，在香港迅速获得成功。1916-17年应孙中山先生的邀请，郭标舉家移居上海，郭乐兄弟委托郭标在上海管理永安公司上海分店，後來永安成爲上海四大民族资本百货公司之一。同時代郭標在雪梨的兩個合夥人也分別在滬港開辦先施公司和新新公司，同樣采用英地海登模式並成爲四大公司中的另兩家。
1916年上海永安公司大楼开始动土，1918年9月5日上海永安百货公司正式开业。郭乐主持的上海永安百货公司，以经营“环球百货”为主，兼营旅馆、酒楼、茶室、舞厅、游乐场、银业部等业务，其营业额直线上升。同时开业的大东旅社为当时上海豪华酒店，在永安公司大楼里。蒋介石1921年与陈洁如在此低调结婚。后汪精卫、孙科、宋子文(郭标外孙冯彦达为宋子文长女宋琼颐丈夫)等众多民国政要光顾大东旅社。
1927年南京国民政府成立后，郭乐等人追随蒋介石。郭标被任命为国民党在上海的中央造币厂厂长。其家族四小姐为民国名媛郭婉莹。
1932年，郭乐、郭泉、郭顺为纪念其父郭沛勋在中山建沛勋堂。2000年11月，列入中山市文物保护单位。同年郭標逝世。
日本占领上海后，1939年郭乐、郭泉离开赴美定居。后公司逐渐交给郭琳爽、郭棣活等人管理。
1956年郭乐在美国病逝，终年82岁。